# Монік Гендерсон
Монік Гендерсон  (англ. Monique Henderson; нар. 18 лютого 1983, Сан-Дієго, Каліфорнія, США) — американська легкоатлетка, олімпійська чемпіонка.

## Виступи на Олімпіадах
| Олімпіада  | Дисципліна              | Місце |
| ---------- | ----------------------- | ----- |
| Афіни 2004 | естафета 4 x 400 метрів | 1     |
| Пекін 2008 | естафета 4 x 400 метрів | 1     |